# Agger (Zeeland)
Agger is de naam van een voormalig dorp op de grens van de huidige provincies Noord-Brabant en Zeeland.

## Dorpen

Het dorp Agger was een zogeheten wandelend dorp. Het heeft op verschillende plaatsen gelegen op de plaats waar de Schelde zich splitste in de Honte (de latere Westerschelde) en de Oosterschelde.
Oud-Agger was een dorp en ambachtsheerlijkheid. Vermoedelijk verdronk dit dorp in 1288. Vervolgens werd Agger de naam van een schorrengebied.
In 1459 werd de Grote Aggerpolder ingedijkt. Reeds vóór 1471 werd hier het nieuwe Agger gesticht, dat nu bekendstaat als Nieuw-Agger. Dit dorp lag iets noordelijker, in een bocht van de Schelde. Het verdronk echter tijdens de Sint-Felixvloed van 1530. Ook tijdens de Allerheiligenvloed van 1532 werd schade aangericht. Men trachtte door herindijking het dorp te redden, maar bij de Sint-Pontiaansvloed van 1552 ging het dorp voorgoed verloren.

## Waterweg
De Agger of Kapitale Uitwatering is tegenwoordig het restant van de Schelde, zoals die tussen de huidige Ooster- en Westerschelde liep. Hoewel tegenwoordig geheel in Noord-Brabant gelegen, vormde ze vanouds de grens tussen Noord-Brabant en Zeeland. De belangrijkste vaarweg naar Antwerpen verliep via de Agger. Vanaf 1530 begon de Agger echter te verzanden en ze werd als vaarweg ongeschikt. De Westerschelde werd toen de belangrijkste vaarroute. Inpolderingen, zoals die van de Oud-Hinkelenoordpolder (1685) volgden, waardoor de Agger verder aan betekenis inboette. De aanleg van de Kreekrakdam (1867) deed de rest.
Tegenwoordig is de Agger een smalle en bochtige waterloop, die enkele moerassige oevers kent, welke als natuurgebied zijn ingericht.